# Goldene Kamera

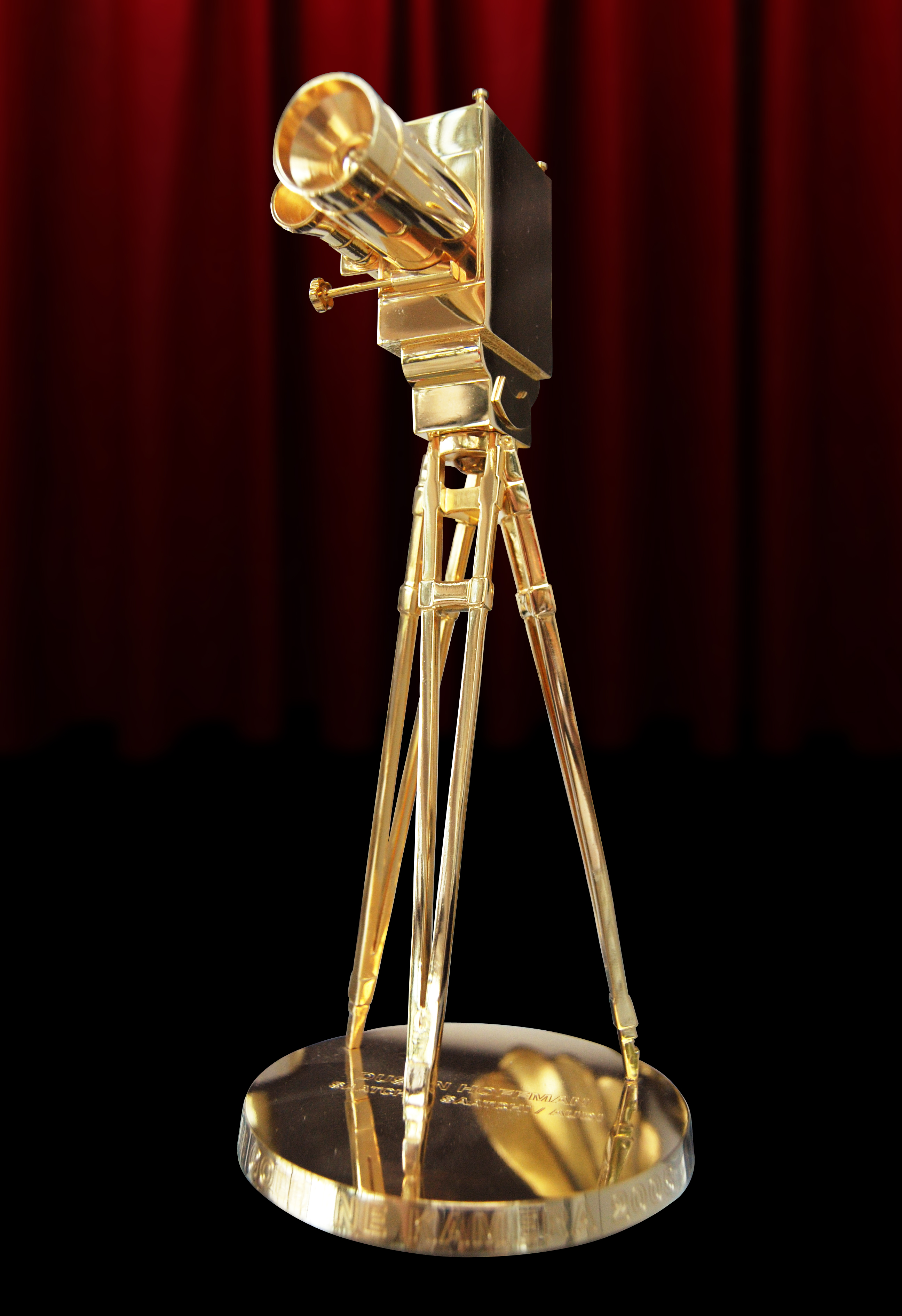
Goldene Kamera

Goldene Kamera (ro: Camera de aur) este un premiu cinematografic german care este acordat de revista "Hörzu". El este acordat aproape anual din 1966, producătorilor, regizorilor, actorilor, tinerelor speranțe, soliștilor sau moderatorilor de la televiziune.

## Câștigători ai premiului
Cele mai multe premii au fost înmânate până în prezent de Rudi Carrell și Thomas Gottschalk.
Lista celor care au fost premiați mai frecvent
Peter Alexander (1969, 1979, 1983), Rudi Carrell (1974, 1982, 1991, 2006), Frank Elstner (1976, 1983, 1999), Uschi Glas (1983, 1989, 1994), Thomas Gottschalk (1983, 1985, 1994, 2002), Harald Juhnke (1980, 1995, 2000), Loriot (1969, 1977, 2003), Witta Pohl (1985, 1987, 1993), Hans Rosenthal (1974, 1979, 1984) și Harry Valérien (1965, 1976, 1988).

### Lista premiaților
Lista premiaților între anii 1965 - 2010
| - Abenteuer Wissen (2010) - Bryan Adams (2005) - Mario Adorf (1991, 1993) - Peter Alexander (1969, 1979, 1983) - Alf (1988) - Franz Alt (1979) - Anastacia (2002) - Reinhard Appel (1972) - Ernst Arendt (1989) - Annette von Aretin (1967) - Neil Armstrong (1999) - ARTE (1994) - Rudi Assauer (2006) - Sir David Attenborough (1992) - Robert Atzorn (1988) - Barbara Auer (1988) - Stefan Aust (2005) - Augsburger Puppenkiste (2004) | - Karin Baal (1966) - Dirk Bach (2001) - Patrick Bach (1987) - Vivi Bach (1970) - Kristiane Backer (1993) - Backstreet Boys (1996) - Werner Baecker (1980) - Hugo Egon Balder (2006) - Michael Ballhaus (1999) - Frank A. Banuscher (1988) - Stanislav Barabas (1969) - Guido Baumann (1967) - Muriel Baumeister (1993) - Peter Beauvais (1973) - Franz Beckenbauer (1981, 1999) - Ben Becker (1998) - Boris Becker (1989) - Meret Becker (1998) - Wolfgang Becker (1977) - Reinhold Beckmann (1995) - Klaus Bednarz (1990) - Peter Behle (1970) - Barbara Bel Geddes (1984) - Bell, Book & Candle (1998) - Jean-Paul Belmondo (1998) - Helmuth Bendt (1975) - Martin Benrath (1973) - Iris Berben (1987, 2004) - Senta Berger (2010) - Dagmar Berghoff (1986) - Christian Berkel (2009) - Prinz Bernhard der Niederlande (1985) - Leonard Bernstein (1980) - Chuck Berry (2008) - Bernardo Bertolucci (1993) - Jeanette Biedermann (2004) - Alfred Biolek (1993, 2008) - Cate Blanchett (2002) - Hans Christian Blech (1981) - Monika Bleibtreu (1972) - Andrea Bocelli (2002) - Grit Böttcher (1980) - Erich Böhme (1993) - Wibke von Bonin (1985) - Björn Borg (1981) - Suzanne von Borsody (1979, 2001) - Rolf Boysen (1966) - Karin Brandauer (1990) - Klaus Maria Brandauer (1990) - Matthias Brandt (2008) - Truck Branss (1970) - Charles Brauer (2001) - Artur Brauner (2000) - Friedhelm Brebeck (1998) - Olrik Breckoff (1966) - Rolf ´Bobby` Brederlow (2002) - Heinrich Breloer (2002) - Hans Brenner (1998) - Klaus Bresser (1986) - Pierce Brosnan (2007) - Walter Bruch (1967, 1982) - Istvan Bury (1985) - Friedhelm Busch (1988) | - Montserrat Caballé (1993) - Nicolas Cage (2007) - Naomi Campbell (2004) - Rudi Carrell (1974, 1982, 1991, 2006) - José Carreras (1995) - Ilona Christen (1986) - Sabine Christiansen (1990) - George Clooney (2000) - Glenn Close (1992) - Joe Cocker (1996) - Arthur Cohn (2001) - Joan Collins (1999) - Phil Collins (1993) - Sarah Connor (2005) - Contergan (2008) - Axel Corti (1969, 1986) - Kevin Costner (1998) - Daniel Craig (2009) - Tony Curtis (2004) |
| - Gonsela-Beatrix Dahlke (1983) - Das Boot (2007) - Das aktuelle Sportstudio (1965) - Das Supertalent (2010) - Das Wunder von Lengede (2004) - Craig David (2004) - Linda de Mol (1992) - Giuliana de Sio (1987) - Alain Delon (1998) - Renan Demirkan (1989) - Catherine Deneuve (1993) - Robert De Niro (2008) - Gérard Depardieu (1995) - Danny DeVito (2010) - DFF-Fernsehballett (1991) - Die 80er Jahre Show (2003) - Die Fantastischen Vier (2010) - Die Hoffnung stirbt zuletzt (2003) - Eberhard Diepgen (1986) - Julia Dingwort-Nusseck (1973) - Hoimar von Ditfurth (1967) - Olli Dittrich (2009) - Gaby Dohm (1985) - Plácido Domingo (1988) - Eckhard Dorn (1978) - Kirk Douglas (1987) - Michael Douglas (1989) - Dr. House (2009) - Margret Dünser (1968) | - Clint Eastwood (2009) - Echt (2000) - Barbara Eligmann (1995) - Hannelore Elsner (1971) - Frank Elstner (1976, 1983, 1999) - Roland Emmerich (1999) - Anke Engelke (1999) - Heinz Engels (1978) - Entführt (2010) - Rainer Erler (1970) - Ruprecht Eser (1990) - Ruprecht Essberger (1973) | - Peter Falk (1975) - Eberhard Fechner (1970, 1979) - Roger Federer (2005) - Eberhard Feik (2001) - Angelika Feldmann (1982) - Hansjörg Felmy (1980) - Rosemarie Fendel (1973) - Edward Fendell (1972) - Heino Ferch (2002) - Veronica Ferres (1998, 2002) - Dieter Finnern (1971) - Anna Fischer (2007) - Curth Flatow (1983) - Forsthaus Falkenau (1992) - Jodie Foster (1995) - Peter Frankenfeld (1966, 1979) - Justus Frantz (1992) - Hanns Joachim Friedrichs (1987, 1990) - Cornelia Froboess (1968) - Gert Fröbe (1983) - Frontal 21 (1965) - Joachim Fuchsberger (1981, 2010) - Maria Furtwängler (2008) - Fußball-Nationalmannschaft (1990) |
| - David Garrett (2010) - Peter Gatter (1980) - Martina Gedeck (2003) - Bob Geldof (2006) - Götz George (1991, 2001) - Richard Gere (2010) - Peter Gerlach (1979, 1983) - Petra Gerster (1998) - Uschi Glas (1983, 1989, 1994) - Boy Gobert (1979) - Thomas Gottschalk (1983, 1985, 1994, 2002) - Steffi Graf (1989) - Hugh Grant (2003) - Lorne Greene (1982) - Greenpeace (1995) - Melanie Griffith (1991) - Florence Griffith-Joyner (1988) - Herbert Grönemeyer (1999) - Großstadtrevier (2005) - Bernhard Grzimek (1968) - Rainer Günzler (1965) - Gute Zeiten, schlechte Zeiten (2003) | - Heinz Haber (1965) - Rolf Hädrich (1968) - Mika Häkkinen (2003) - Gitte Hænning (1983) - Cosma Shiva Hagen (1999) - Larry Hagman (1999) - Armin Halle (1987) - Evelyn Hamann (1977, 1987) - Kurt-J. Hammers (1981) - Edith Hancke (2000) - Günter Handke (1972) - Cornelia Hanisch (1984) - Corinna Harfouch (2007) - Sigi Harreis (1983) - Waldemar Hartmann (2007) - Wolfgang-P. Hassenstein (1968) - Goldie Hawn (2005) - Salma Hayek (2003) - Dieter Thomas Heck (1970) - Johannes Heesters (2002) - Elke Heidenreich (1980) - Hans Heigert (1967) - Martin Held (1969) - Erich Helmensdorfer (1967) - Jim Henson (1978) - Michael Herbig (2005) - Thomas Hermanns (2006) - Chaim Herzog (1987) - Sir Edmund Hillary (1987) - Werner Hinz (1983) - Heinz Hoenig (1998) - Werner Höfer (1966) - Christiane Hörbiger (1987, 2001) - Dustin Hoffman (2003, 2005) - Klaus Hoffmann (1976) - Hannelore Hoger (1988, 1998) - Harald Hohenacker (1972) - Rainer Holbe (1987) - Susanne Holst (1991) - Marianne Hoppe (1981, 2000) - Brigitte Horney (1982) - Nina Hoss (1996) - Hans Hubberten (1972) - Ernst Huberty (1971) - Elmar Hügler (1971) - Julia Hummer (2001) | - Ich + Ich (2009) - Luitgard Im (1965) |
| - David Janssen (1966) - Günther Jauch (1988, 2001) - Gertraud Jesserer (1980) - Papst Johannes Paul II. (1978) - Sir Elton John (2003) - Andrea Jonasson (1970) - Harald Juhnke (1980, 1995, 2000) - Curd Jürgens (1981) - Udo Jürgens (1987, 1994) | - Heidi Kabel (1984) - Paula Kalenberg (2009) - Oliver Kahn (2007) - Herbert von Karajan (1984) - Manfred Karremann (1996) - The Kelly Family (1998) - Kennzeichen D (1999) - Hape Kerkeling (1990, 2005) - Jan Kerhart (2008) - Johannes B. Kerner (2003) - Wolfgang Kieling (1966) - Ben Kingsley (1989) - Ephraim Kishon (1984) - Louis Klamroth (2004) - Werner Kleinkorres (1978) - Anja Kling (1995, 2009) - Vitali Klitschko (2005) - Wladimir Klitschko (2005) - Herbert Knaup (2005) - Hildegard Knef (2000) - Guido Knopp (2004) - Gustav Knuth (1975) - Marianne Koch (1967) - Ulla Kock am Brink (1995) - Herlinde Koelbl (2000) - Helmut Kohl (1990) - René Kollo (2000) - Hans-Peter Korff (1985) - Hans Korte (1993) - Irene Koss (1982) - Kottan ermittelt (1980) - Marion Kracht 1984) - Lisa Kraemer (1971) - Nicolette Krebitz (1994, 2004) - Diether Krebs (1987) - Susanne Kronzucker 1991) - Hardy Krüger (1986) - Horst Krüger (1982) - Manfred Krug (1989, 2001) - Diane Kruger (2010) - Ulrike Krumbiegel (2008) - Anja Kruse (1984) - Ruth Maria Kubitschek (1988) - Hans-Joachim Kulenkampff (1965, 1986) - Paul Kuhn (1971, 2000) - Antje-Katrin Kühnemann (1979) - Evelyn Künneke (2000) - Doris Kunstmann 1975) - Dieter Kürten (1981) - Maria Kwiatkowsky (2010) | - Günter Lamprecht (1977, 2000) - Alexandra Maria Lara (2005) - James Last (1978) - Hermann Leitner (1987) - Robert Lembke (1967, 1982) - Jerry Lewis (2005) - Heinz Liesendahl (1967) - Udo Lindenberg (2009) - Lindenstraße (1998) - Marlene Linke (1968, 1982) - Jürgen von der Lippe (1987, 1992) - Andrew Lloyd Webber (1996) - Wolf von Lojewski (1994) - Sophia Loren (1994) - Loriot (Vicco von Bülow) (1969, 1977, 2003) - Helmut Lotti (2003) - Gerhard Löwenthal (1977) - Siegfried Lowitz (1967) - Die Luftbrücke – Nur der Himmel war frei (2006) - Igor Luther (1973) |
| - Andie MacDowell (1996) - Günter Mack (1979) - Shirley MacLaine (1996) - Patrick Macnee (1982) - Peter Maffay (1994) - Friedrich Magirius (1989) - Sandra Maischberger (2002) - Heike Makatsch (2002) - Henry Makowski (1977) - Leslie Malton (1990) - Tim Mälzer (2006) - Diego Maradona (1986) - Maja Maranow (1989) - Sophie Marceau (2000) - Peter Märthesheimer (1978) - Ricky Martin (2001) - Mary & Gordy (1987) - Henry Maske (1996) - Marcello Mastroianni (1994) - Maybrit Illner (2009) - Dieter Meichsner (1980) - Hans Meiser (1993) - Katie Melua (2007) - Michael Mendl (2004) - Inge Meysel (1965, 1999) - Julia Migenes (1978) - Mariele Millowitsch (2000) - Liza Minnelli (1989) - Kylie Minogue (2008) - Brigitte Mira (2000) - Rosi Mittermaier (1981) - Modern Talking (1999) - Dietmar Mögenburg (1984) - Mogadischu (2009) - Hans Mohl (1968) - Egon Monk (1965) - Ursela Monn (1978) - Roger Moore (1991) - Jost von Morr (1981) - Armin Mueller-Stahl (1992) - Anna Maria Mühe (2006) - Irmgard von zur Mühlen (1986) - Geert Müller-Gerbes (1988) - Frank Müller-Römer (1983) - Marius Müller-Westernhagen (1978, 1995) - Günther Münch (1978) - Wencke Myhre (1977) | - Xavier Naidoo (2006) - Carmen Nebel (2006) - John Neumeier (1977) - Nichelle Nichols (1999) - Jack Nicholson (2004) - No Angels (2003) - Ulrich Noethen (2006) - Friedrich Nowottny (1973, 1982) | - Emil Obermann (1971) - Erik Ode (1972, 1980) - John Olden (1966) - Orchester des XX. Jahrhunderts (1996) |
| - Svenja Pages (1989) - Lilli Palmer (1972) - Doris Papperitz (1985) - Pasquale Passarelli (1984) - Bastian Pastewka (2000) - Die Patriarchin (2005) - Christiane Paul (1998) - Pelé (1982) - Wolfgang Penk (1986) - Wolfgang Petersen (1999) - Dieter Pfaff (2001) - Günter Pfitzmann (1987, 2000) - Prinz Philip Duke of Edinburgh(1983) - Helmut Pigge (1971) - Jörg Pilawa (2006) - Rosamunde Pilcher (1998) - Matthias Platzeck (1998) - Thaddäus Podgorski (1970) - Witta Pohl (1985, 1987, 1993) - Gerhard Polt (1983) - Marcel Prawy(1967) - Hermann Prey (1982) - Jürgen Prochnow (1985) - Liselotte Pulver (2007) - Pur (1995) - Pussycat Dolls (2006) | - Will Quadflieg (1993) - Helmut Qualtinger (1971) - Thomas Quasthoff (2001) - Anthony Quinn (1995) | - Stefan Raab (2004) - Rach, der Restauranttester (2010) - Wolfgang Rademann (1982, 2000) - Simon Rattle (2007) - Vanessa Redgrave (1992) - Max H. Rehbein (1978) - Carolin Reiber (1983) - Marcel Reich-Ranicki (2000) - Wolfgang Reichmann (1968) - Heinz Reincke (1990) - Herbert Reinecker (1980) - Edgar Reitz (1984) - Marie-Theres Relin (1986) - Annett Renneberg (2002) - Eduard Rhein (1985) - Lionel Richie (2007) - Beatrice Richter (1981) - Ilja Richter (1977) - Katja Riemann (1989, 1991) - Helmut Ringelmann (1988) - Armin Rohde (2000) - Günter Rohrbach (1970, 1978) - Alan Root (1993) - Harold Rosen (1984) - Heide Rosendahl (1981) - Rosenstolz (2007) - Hans Rosenthal (1974, 1979, 1984) - Isabella Rossellini (1993) - Anneliese Rothenberger (1976) - Barbara Rudnik (2006) - Wilma Rudolph (1981) - Gerd Ruge (1991) - Heinz Rühmann (1978, 1994) |
| - Hans Sachs (1967) - Toni Sailer (1982) - Anneke Kim Sarnau (2003) - Sasha (2001) - Sabine Sauer (1984) - Bärbel Schäfer (1995) - Michael Schanze (1980) - Maria Schell (1982) - Andrea Scherell (1987) - Björn-Hergen Schimpf (1991) - Schlag den Raab (2008) - Volker Schlöndorff (2000) - Gisela Schlüter (1976) - Max Schmeling (1984) - Harald Schmidt (1993, 2002) - Fredy Schmidtke (1984) - Walther Schmieding (1967) - Uschi Schmitz (1979) - Peter Scholl-Latour (1968) - Dietmar Schönherr (1970, 1999) - Margarethe Schreinemakers (1992) - Wolfgang Schröder (1969) - Carl-Heinz Schroth (1982) - Heinz Schubert (1993) - Peter Schulze-Rohr (1985) - Michael Schumacher (1994) - Friedrich Schütter (1982) - Arnold Schwarzenegger (1996) - Hans Schweiger (1989) - Til Schweiger (1998) - Matthias Schweighöfer (2003, 2010) - Jasmin Schwiers (2005) - Hanna Schygulla (1986) - Uwe Seeler (1981) - Rolf Seelmann-Eggebert (1985) - Steffen Seibert (2002) - Silvia Seidel (1987) - Horst Seifart (1972) - Edda Seippel (1979) - Edgar Selge (2007) - Die Sendung mit der Maus (1996) - Karl Senne (1988) - Sabrina Setlur (2000) - Britta Siegers (1992) - Siegfried und Roy (1984) - Heinz Sielmann (1982) - Simply Red (2010) - Sabine Sinjen (1967) - Steven Spielberg (1999) - Wolfgang Spier (2000) - Sylvester Stallone (2004) - Ingrid Steeger (1976) - Horst Stern (1970) - Rod Stewart (1992) - Dieter Stolte (1985) - Sylvia Stolze (1988) - Günter Strack (1986, 1996) - Cordula Stratmann (2007) - Meryl Streep (2009) - Peter Striebeck (1967) - Robert Stromberger (1981) - Hilary Swank (2008) | - Take That (1994) - Horst Tappert (1980) - Telebörse (1988) - Charlize Theron (2006) - Wim Thoelke (1965, 1974) - Helmut Thoma (1989) - Simone Thomalla (2006) - Tokio Hotel (2008) - Laura Tonke (2000) - Toyota (1993) - Gyula Trebitsch (1983) - Ludwig Trepte (2008) - Oleg Trofimowski (1991) - Georg Stefan Troller (1965) - Margarethe von Trotta (2000) - Vera Tschechowa (1977) - Stefanie Tücking (1986) - Ulrich Tukur (1995) - Tina Turner (1991, 2005) | - Heinz Ungureit (1991) - US5 (2007) - Sir Peter Ustinov (1973, 2001) |
| - Caterina Valente (1965) - Harry Valérien (1965, 1976, 1988) - Dana Vavrova (1982) - Herman van Veen (1991) - Michael Verhoeven (1975) - Paul Verhoeven (1965) - Helen Vita (2000) - Jürgen Vogel (2003) | - Otto Waalkes (1976) - Matthias Walden (1975) - Sina Walden (1973) - Kathrin Waligura (1996) - Fritz Walter (1984) - Dieter Weber (1970) - Peter Weck (1984, 1985) - Dieter Wedel (1972, 1993) - Heidelinde Weis (1977) - Richard von Weizsäcker (1986) - Susanna Wellenbrink (1992) - Wim Wenders (2000) - Horst Wendlandt (2000) - Griseldis Wenner (2003) - Fritz Wepper (1980) - Ulrich Wickert (1994) - Bernhard Wicki (1971) - Thekla Carola Wied (1983, 1985) - Elisabeth Wiedemann (1966) - Hans-Gerd Wiegand (1969) - Anne Will (2002) - Bruce Willis (2005) - Lester Wilson (1969) - Kate Winslet (2001) - Judy Winter (1976) - Franz Peter Wirth (1971) - Claus Peter Witt (1966) - Katarina Witt (1993) - Christine Wodetzky (1969) - Ulrike Wolf (1986) - Jörg Wontorra (1988) - Klausjürgen Wussow (1985) - Wut (2007) | X |
| Y | - Peter von Zahn (1984) - Helmut Zilk (1966) - Dieter Zilligen (1983) - Hans Zimmer (1999) - Eduard Zimmermann (1966) | |